# المواطن الرابع
المواطن الرابع هو فيلم وثائقي من إخراج لورا بويتراس انتج عام 2014 يسلط الضوء على العميل ادورد سنودن وعملية كشف التنصت العالمي، عرض الفيلم في الولايات المتحدة في 10 أكتوبر،2014 فيما بدأ عرضه في المملكة المتحدة في 17 أكتوبر،2014 حصل الفيلم على جائزة الاوسكار لافضل فيلم وثائقي لعام 2014 .

## الملخص
في كانون الثاني / يناير 2013, الأمريكية لورا بويتراس، مخرجة ومنتجة أفلام وثائقية كانت تعمل لعدة سنوات في فيلم عن برامج الرصد في الولايات المتحدة الذي كان نتيجة هجمات 11 أيلول / سبتمبر، فتتلقى بريد إلكتروني مشفر من مجهول يدعو نفسه (المواطن الرابع) "Citizenfour." يقدم لها معلومات داخلية حول شرعية التنصت على ممارسات الولايات المتحدة وكالة الأمن القومي (NSA) وغيرها من وكالات الاستخبارات. في حزيران 2013 تسافر لورا بويتراسوي وغلين غرينوالد من صحيفة الغارديان إلى هونغ كونغ للقاء (المواطن الرابع) الذي يكشف عن اسمه لاحقا (إدورد سنودن) ويتم تصوير بعض المشاهد في غرفة سنودن في فندق وسط هونغ كونغ ويتم إجراء مقابلة صحفية معه لليتحدث لهم عن تفاصيل هذا البرنامج وقدراته على التجسس على المكالمات الهاتفية، حسابات مواقع التواصل الاجتماعي، رسائل البريد الإلكتروني، وجمع المعلومات بصورة سرية وغير شرعية كذلك الولوج إلى خوادم أكبر الشركات الأمريكي ابرزها ابل، جوجل، مايكرسوفت، ياهو.

## طاقم التمثيل
- إدوارد سنودن
- غلين غرينوالد
- ويليام بيني
- جاكوب أبلبوم
- اوين ماكاسكل
- لورا بوتراس
- جوليان أسانج
- لادر ليفيسون
- جيرمي سكاهيل
- روبرت تيبو

## روابط خارجية
- المواطن الرابع على موقع IMDb (الإنجليزية)
- المواطن الرابع على موقع ميتاكريتيك (الإنجليزية)
- المواطن الرابع على موقع روتن توميتوز (الإنجليزية)
- المواطن الرابع على موقع قاعدة بيانات الأفلام العربية
- المواطن الرابع على موقع ألو سيني (الفرنسية)
- المواطن الرابع على موقع Turner Classic Movies (الإنجليزية)
- المواطن الرابع على موقع أول موفي (الإنجليزية)
- المواطن الرابع على موقع بوكس أوفيس موجو (الإنجليزية)
- المواطن الرابع على موقع فيلمافينيتي (الإسبانية)
- المواطن الرابع على موقع قاعدة بيانات الفيلم (الإنجليزية)